# Emmenomma
Emmenomma is een geslacht van spinnen uit de  familie van de Macrobunidae. 

## Soorten
- Emmenomma joshuabelli Almeida-Silva, Griswold & Brescovit, 2015
- Emmenomma obscurum Simon, 1905
- Emmenomma oculatum Simon, 1884